# Shawn Ashmore
Shawn Robert Ashmore (Richmond, 7 de outubro de 1979) é um ator canadense. É irmão gêmeo do também ator Aaron Ashmore.

## Carreira
Começou sua carreira interpretando Bobby Drake, o Homem de Gelo, no filme X-Men (2000), mas nessa primeira parte da trilogia ele só tinha feito uma ponta. Em 2003, voltou a fazer o mesmo papel com uma participação maior, estabelecendo um namoro com Vampira, papel Anna Paquin, e a amizade com Pyro, personagem de Aaron Stanford.
Em 2005, atuou em The Quiet e em Undercassman. Em 2006, voltou a pele de Bobby Drake no filme X-Men: O Confronto Final, tendo que lidar com os problemas com o namoro com Vampira e tendo uma queda por Kitty Pryde (Elliot Page).
Teve uma participação no episódio 12 - Leech - O Sanguessuga da primeira temporada da série Smallville, onde fez Eric, que conseguia os poderes de Clark Kent (interpretado por Tom Welling).
Shawn interpretou novamente Bobby Drake/Homem de Gelo em X-Men: Dias de um Futuro Esquecido, que teve sua estreia nos cinemas em 18 de julho de 2014
Interpretou Mike Weston, um jovem agente do FBI, na série de televisão The Following. Atualmente ele está atuando na série de ABC Conviction como Sam Spencer no elenco regular

## Filmografia

### Cinema
| Ano  | Filme                                | Papel                       | Notas                         |
| ---- | ------------------------------------ | --------------------------- | ----------------------------- |
| 1991 | Married to It                        | aluno em concurso           |                               |
| 1993 | Gross Misconduct                     | Brian joven                 | Filme para TV                 |
| 1994 | Guitarman                            | Waylon Tibbins              | Filme para TV                 |
| 1995 | Long Island Fever                    | Donny                       | Filme para TV                 |
| 1997 | Promise the Moon                     | Leviatus Bennett            | Filme para TV                 |
| 1997 | Any Mother's Son                     | Billy                       | Filme para TV                 |
| 1997 | Melanie Darrow                       | David Abbott                | Filme para TV                 |
| 1998 | Animorphs (TV series)                | Jake Berenson               |                               |
| 1998 | The Hairy Bird                       | Fotógrafo                   |                               |
| 1999 | At the Mercy of a Stranger           | Danny                       | Filme para TV                 |
| 1999 | Dear America: The Winter of Red Snow | Ben Valentine               | Filme para TV                 |
| 2000 | X-Men                                | Bobby Drake / Homem de Gelo |                               |
| 2001 | The Big House                        | Trevor Brewster             | Filme para TV                 |
| 2001 | Blackout                             | Primeiro filho              | Filme para TV                 |
| 2001 | Wolf Girl                            | Beau                        | Filme para TV                 |
| 2002 | Past Present                         | Jovem da faculdade          |                               |
| 2002 | Cadet Kelly                          | Brad                        | Disney Channel Original Movie |
| 2003 | X2                                   | Bobby Drake / Homem de Gelo |                               |
| 2004 | Earthsea                             | Ged                         | Filme para TV                 |
| 2005 | Underclassman                        | Rob Donovan                 |                               |
| 2005 | 3 Needles                            | Denys                       |                               |
| 2005 | Terry                                | Terry Fox                   | Filme para TV                 |
| 2005 | The Quiet                            | Connor Kennedy              |                               |
| 2006 | X-Men: The Last Stand                | Bobby Drake / Homem de Gelo |                               |
| 2008 | Solstice                             | Christian                   |                               |
| 2008 | The Ruins                            | Eric                        |                               |
| 2009 | Diverted                             | Mike Stiven                 | Filme para TV                 |
| 2010 | Frozen                               | Lynch                       |                               |
| 2010 | Mother's Day                         | George Barnum               |                               |
| 2010 | The Story of Bonnie and Clyde        | Ralph Fults                 |                               |
| 2014 | X-Men: Days of Future Past           | Bobby Drake / Homem de Gelo |                               |

### Televisão
| Ano       | Título                          | Papel                    | Notas                                                                         |
| --------- | ------------------------------- | ------------------------ | ----------------------------------------------------------------------------- |
| 1989      | Katts and Dog                   |                          | "Mistaken Identity" (episódio 2.12)                                           |
| 1992      | The Ray Bradbury Theater        | Charlie                  | "Colonel Stonesteel and the Desperate Empties" (episódio 6.4)                 |
| 1997      | Flash Forward                   | Gord                     | "Mudpack" (episódio 1.19)                                                     |
| 1997      | Fast Track                      | young Chandler           | "Combustions" (episódio 1.8)                                                  |
| 1999      | The City                        | "Departures"             |                                                                               |
| 1999      | Real Kids, Real Adventures      | Aaron Hall               | "Mountain Lion" (episódio 2.9)                                                |
| 2000      | Earth: Final Conflict           | Max                      | "Sanctuary" (episódio 3.15)                                                   |
| 1998–2000 | Animorphs                       | Jake Berenson            | 13 episódios                                                                  |
| 2000      | The Famous Jett Jackson         | Chet                     | "What You Wish For" (episódios 2.26)                                          |
| 2000–2001 | In a Heartbeat                  | Tyler Connell            | 20 episódios                                                                  |
| 2001      | The Outer Limits                | Morris Shottwell         | "Lion's Den" (episódios 7.18)                                                 |
| 2002–2004 | Smallville                      | Eric sammers             | "Leech" (episode 1.12) and "Asylum" (episódios 3.9)                           |
| 2009      | The Super Hero Squad Show       | Iceman                   |                                                                               |
| 2010      | Fringe                          | Matthew Rose/Joshua Rose | 3º Temporada Episódio 5 "Amber 31422";Participação Especial;Interpreta gêmeos |
| 2010      | Bloodletting & Miraculous Cures | Fitz                     | Mini-series                                                                   |
| 2013      | The Following                   | Mike Weston              | Regular                                                                       |
| 2016      | Conviction                      | Sam Spencer              | Regular 9 episódios                                                           |
| 2019      | The Rookie                      | Wesley Evers             |                                                                               |
| 2020      | The Boys                        | Facho de Luz             | 2ª Temporada (Episódios 6 e 7)                                                |

### Video games
| Ano  | Título                          | Papel      | Notas                                 |
| ---- | ------------------------------- | ---------- | ------------------------------------- |
| 2006 | X-Men: The Official Game        | Iceman     |                                       |
| 2016 | Quantum Break                   | Jack Joyce | Voz, aparência e captura de movimento |
| 2019 | The Dark Pictures: Man of Medan | Conrad     | Voz e aparência                       |